# Mariakapel (Guttecoven)
De Mariakapel is een kapel in Guttecoven in de Nederlands Zuid-Limburgse gemeente Sittard-Geleen. De kapel staat ten zuidwesten buiten het dorp in de velden aan de Eppekoutsweg op de plaats waar de Beversweg/Maasweg hierop uitkomt. De kapel ligt in een gebied dat verboden is voor auto's en motoren, waarbij kapelbezoekers uitgezonderd worden. In het dorp zelf staat aan de noordwestkant de Onze-Lieve-Vrouw-van-Goede-Raadkapel.
De kapel is gewijd aan Maria, specifiek aan Onze-Lieve-Vrouw van Lourdes.

## Geschiedenis
In de eerste helft van de 19e eeuw werd de kapel door Cornelis Solberg gebouwd en werd sindsdien als rustaltaar gebruikt tijdens de processie vanuit Guttecoven. Reeds in 1842 werd de kapel op een militaire topografische kaart aangeduid.
In 1867 zou de kapel een renovatie hebben gehad.
Rond 1900 werd de kruiskapel door de pastoor omgevormd tot Mariakapel. Later wilde de pastoor de kapel wijden aan Onze-Lieve-Vrouw van de Wonderdadige Medaille, maar dat werd door buurtbewoners niet geaccepteerd.

## Bouwwerk
De bakstenen kapel is opgetrokken op een rechthoekig plattegrond en wordt gedekt door een zadeldak met pannen. De frontgevel heeft vlechtingen en is een puntgevel die wordt bekroond met een rechthoekige gevelsluitsteen met jaartal 1867, met daarop een natuurstenen bol en een smeedijzeren kruis. De frontgevel heeft twee muurankers die de initialen C S weergeven. In de frontgevel bevindt zich de rondboogvormige toegang die wordt afgesloten met een smeedijzeren hek.
Van binnen is de kapel deels uitgevoerd in veldbrandsteen en deels uitgevoerd in ruw pleisterwerk dat wit geschilderd is. Tegen de achterwand is een massief bakstenen altaar van veldbrandsteen gemetseld met granieten altaarblad met boven het altaar in de achterwand een keperboogvormige bakstenen nis met witte gepleisterde achterwand. Boven de nis hangt aan de wand een kruisje. In de nis staat een beeld van Onze-Lieve-Vrouw van Lourdes die Maria afbeeldt met haar handen gevouwen. Op het altaar zelf staat een klein beeldje van Bernadette Soubirous dat knielend omhoog kijkt.